# Les Croods 2 : Une nouvelle ère
Série Les Croods
Les Croods
(2013)
Pour plus de détails, voir Fiche technique et Distribution.
Les Croods 2 : Une nouvelle ère (The Croods: A New Age) est un film d'animation américain réalisé par Joel Crawford et sorti en 2020.
Le film met en scène la première famille préhistorique du monde cherche un nouvel endroit où vivre. Cependant, contre toute attente, ces derniers rencontrent une autre famille, la famille qui Betterman. Ces derniers sont bien au-dessus des Croods sur l'échelle de l'évolution. Les deux familles vont être confrontées à de nouveaux dangers et vont devoir s'entraider en mettant leurs différences de côté.
Il fait suite au film Les Croods, sorti en 2013.

## Synopsis
Un flashback montre la mort des parents de Guy quand il était enfant. Alors qu'ils se noient dans le goudron, ils lui disent de trouver un endroit appelé "demain". Il part pour un long voyage et rencontre Brassé avant de l'emmener en balade. Cela conduit finalement à des événements de rencontre avec Eep et sa famille.
Les Croods, avec Guy et leurs animaux de compagnie Mastard et Douglas, sont toujours à la recherche d'un endroit où s'installer, tout en survivant à de nombreuses créatures dangereuses en cours de route. Grug est à plusieurs reprises ennuyé par la romance florissante d'Eep et Guy, craignant qu'ils ne se séparent du reste de la meute. Cette peur s'intensifie après que Guy propose à Eep de trouver leur propre "demain" sans le reste des Croods. Alors que Grug s'éloigne frustré, il tombe bientôt sur un mur géant et y conduit toute la famille. De l'autre côté s'étend une terre paradisiaque riche en agriculture dont les Croods deviennent rapidement amoureux. Cependant, ils sont bientôt pris dans un filet et sont relâchés par les propriétaires du terrain, un couple appelé Phil et Claire Betterman, qui étaient les meilleurs amis des parents de Guy avant leur mort et la disparition de Guy. Les Betterman accueillent les Croods dans leur arbre géant en tant qu'invités, où ils rencontrent leur fille et vieille amie de Guy, Aurore, qui se lie immédiatement d'amitié avec Eep. La vie avec les Betterman devient dégradante pour Grug alors que les Betterman se révèlent bientôt être technologiquement avancés, mieux élevés et visiblement condescendants envers les Croods. Croyant que Guy est mieux avec eux, ils élaborent un plan pour que Guy quitte les Croods. Phil emmène finalement Grug dans sa grotte secrète pour hommes, un endroit semblable à un sauna derrière des cascades, où il le manipule en lui faisant croire que Guy devrait quitter leur famille en échange du fait qu'Eep reste avec sa famille. Pendant ce temps, Claire met en colère Ugga en insultant le style de vie de sa famille et tente de la manipuler comme Phil, mais échoue, ce qui conduit à la décision de Ugga et Grug de partir.
Quelque temps après, Eep découvre qu'Aurore n'a jamais quitté l'intérieur du mur. Reliant cela à la solitude à laquelle elle était confrontée dans sa grotte, Eep convainc Aurore d'utiliser Chunky pour s'échapper de la terre et sauter de leur mur pour une balade qui se termine par une abeille piquant Aurore et faisant gonfler sa main. Quand Eep la ramène à la maison, Guy, après l'avoir découvert, la réprimande pour son imprudence, finissant par l'appeler insensiblement une "fille des cavernes". Au dîner, les tensions montent entre les parents ainsi qu'entre Guy et Eep, en particulier lorsque le gonflement de Aurore est révélé, aboutissant à ce que Grug révèle accidentellement son accord avec Phil. En ayant assez, les Croods décident de partir le matin, mais Guy décide de rester après que lui et Eep se soient disputés. Bientôt, la terre est attaquée par des "Maclaques" (de la taille d'un singe mais avec une force semblable à celle d'un humain) à cause de Grug mangeant un régime de bananes que les Betterman amassent autour de leur terre et ont interdit à Grug de manger. Phil révèle qu'il envoie les bananes aux Maclaques tous les jours afin qu'ils laissent les Betterman seuls et depuis que Grug les a mangés, les Maclaques se fâchent et kidnappent Grug, Phil et Guy et les emmènent dans leur patrie.
Au fur et à mesure que les hommes sont capturés, les Croods et Betterman restants partent pour sauver les hommes, mais finissent par se retrouver abandonnés sur une île pleine de Loup-Araignées, des loups aux caractéristiques d'arachnides. Pendant leur temps ensemble, Claire finit par craquer, s'en prend aux Croods et s'enfuit. Cependant, lors d'une rencontre avec les Loup-Araignées, elle apprend l'erreur de ses manières et accepte les Croods. Quand ils apprennent l'emplacement des hommes, ils se nomment "les Sœurs Tonnerres", d'après un clan exclusivement féminin dans lequel Gran était quand elle était plus jeune. Chez les Maclaques, Grug, Guy et Phil découvrent bientôt que le détournement d'une rivière par Phil pour irriguer sa ferme a privé sans le savoir les Maclaques de leur approvisionnement en eau et que les Maclaques ont besoin des bananes non seulement pour manger, mais aussi pour offrir à un grand monstre primate appelé Mandrill épineux dans l'espoir de l'apaiser. Les Maclaques obligent Grug et Phil à se battre à la manière d'un gladiateur pour voir qui sera le sacrifice et quand ils s'épuisent, ils échangent leurs sentiments amers l'un avec l'autre, faisant regretter à Guy ce qu'il a dit lors de ses retombées avec Eep.
Bientôt, les Maclaques habillent les trois hommes comme des bananes à sacrifier au gigantesque Mandrill épineux. Grug et Phil s'excusent pour leur mauvais comportement et pour avoir mis la pression sur Guy, mais juste au moment où ils sont sur le point d'être mangés, les Sœurs Tonnerres se présentent pour les sauver. Une bataille longue et périlleuse se termine avec Guy et Eep sur un lustre-crâne géant où ils se réconcilient et l'utilisent pour vaincre le Mandrill épineux en utilisant le feu pour couper les cordes et envoyer le crâne tomber dans l'abîme en dessous. Le Mandrill épineux remonte des profondeurs et attrape Eep par son "orteil en cacahuète", qu'elle utilise comme phalange prothétique, et la retire, envoyant le monstre s'effondrer vers sa disparition et permettant aux familles de s'échapper.
Leurs différends étant finalement réglés, les Betterman permettent aux Croods de vivre dans leur pays en tant que voisins, Guy réalisant qu'Eep est son "demain". Guy et Eep emménagent bientôt ensemble dans l'une des chambres des Betterman, ce que Grug approuve, et les Maclaques deviennent leurs voisins d'à côté.

## Fiche technique
Sauf indication contraire, les informations mentionnées dans cette section peuvent être confirmées par la base de données cinématographiques IMDb,  présente dans la section « Liens externes ».
- Titre original : The Croods: A New Age
- Titre français et québécois : Les Croods 2 : Une nouvelle ère
- Réalisation : Joel Crawford
- Scénario : Dan Hageman, Kevin Hageman, Bob Logan et Paul Fisher d'après une histoire originale de et les personnages créés par Kirk DeMicco et Chris Sanders
- Direction artistique : Christi Soper
- Musique : Alan Silvestri
- Montage : James Ryan
- budget : 65 millions de $
- box-office : 250 millions de $ (sortie au cinéma + en VOD)
- Production : Mark Swift
- Société de production : DreamWorks Animation
- Société de distribution : Universal Pictures
- Pays d'origine :  États-Unis
- Langue originale : anglais
- Genre : animation, aventures, comédie
- Durée : 95 minutes
- Dates de sortie : 
  - États-Unis : 25 novembre 2020 (sortie limitée en salles) ; 25 décembre 2020 (en VOD)
  - France : 7 juillet 2021 (au cinéma)

## Distribution

### Voix originales
- Emma Stone : Eep « Cœur de Feu »
- Ryan Reynolds : Guy
- Nicolas Cage : Grug
- Catherine Keener : Ugga « Corne Sanglante »
- Clark Duke : Thunk « Thünk »
- Cloris Leachman : Gran « Reine Guerrière »
- Peter Dinklage : Phil Bettermann
- Leslie Mann : Hoppe Betterman « Eau Trouble »
- Kelly Marie Tran : Dawn Betterman « Sœur Soleil »
- Kat Dennings
- Kailey Crawford : Sandy « Fouine »
- Chris Sanders : Belt
- James Ryan : Sash
- Melissa Disney : la mère de Guy
- Joel Crawford : le père de Guy
- Januel Mercado : Shaman Monkey
- Ryan Naylor : Creepo Monkey
- Artemis Pebdani

### Voix françaises
- Lily Rubens : Eep « Cœur de Feu »
- Gauthier Battoue : Guy
- Stefan Godin : Grug
- Benjamin Bollen : Thunk « Thünk »
- Colette Venhard : Gran « Reine Guerrière »
- Antoine de Caunes : Phil Betterman
- Emma de Caunes : Aurore Betterman « Sœur Soleil »
- Françoise Vallon : Ugga « Corne Sanglante »
- Barbara Tissier : Claire Betterman « Eau Trouble »

version française réalisé par la société de doublage Dubbing Brothers, sous la direction artistique de Barbara Tissier.
 Source et légende : version française (VF) sur RS Doublage et AlloCiné

### Voix québécoises
- Véronique Marchand : Eep
- Martin Watier : Guy
- Benoît Rousseau : Grug
- Gabriel Lessard : Thunk
- Élisabeth Chouvalidzé : Gran
- Thiéry Dubé : Phil Betterman
- Geneviève Bédard : Aurore Betterman
- Nathalie Coupal : Ugga
- Catherine Proulx-Lemay : Hope Betterman

Source et légende : Version québécoise (VQ) sur Doublage.qc.ca

## Production

### Genèse et développement
Le studio DreamWorks Animation a confirmé une suite au film, au vu du succès de ce dernier : Les Croods 2. Il est annoncé que Chris Sanders et Kirk DeMicco restent au poste de réalisateurs et que Nicolas Cage, Emma Stone, Ryan Reynolds, Catherine Keener, Clark Duke et Cloris Leachman reprennent leurs rôles, et une date est fixée. Le projet est cependant annulé en novembre 2016, puis de nouveau reconfirmé en septembre 2017 pour une sortie prévue en 2020.

### Attribution des rôles
Le 28 avril 2020, il est annoncé que Peter Dinklage rejoint le casting.

### Doublage français
Dans ce film, seuls Françoise Vallon, Benjamin Bollen et Colette Venhard conservent leurs rôles tenus dans le film précédent, respectivement Ugga, Thunk et Gran, tandis que Kev Adams (Guy), Bérengère Krief (Eep) et Dominique Collignon-Maurin (Grug) sont remplacés respectivement par Gauthier Battoue, Lily Rubens et Stefan Godin.

### Musique
En septembre 2020, on annonce que Mark Mothersbaugh a composé la musique du film. La musique du premier film (sorti en 2013) avait été composée par Alan Silvestri.

## Sortie et accueil
Le film devait initialement sortir en 2017. La sortie sera ensuite repoussée à 2020. Aux États-Unis, le film sort en salles le 25 novembre 2020. Il était initialement prévu le 3 novembre 2017, repoussé au 22 décembre 2017, puis au 18 septembre 2020 et le 23 décembre 2020. Le studio a dépensé environ 26,5 millions de dollars pour promouvoir le film. Il est ensuite diffusé en vidéo à la demande le jour de noël suivant.
Les Croods 2 : Une nouvelle ère et sorti par Universal Pictures Home Entertainment sur Digital HD et sur DVD, Blu-ray, Blu-ray 3D et 4K Ultra HD le 23 février 2021 aux États-Unis. Toutes les sorties comprennent deux nouveaux courts métrages, le court métrage primé To: Gerard, des scènes supprimées, un commentaire audio et plus encore.
En France, la sortie est initialement prévue le 2 décembre 2020, repoussé au 23 décembre 2020 puis au 27 janvier 2021. En décembre 2020, le film est encore une fois repoussée au 7 avril 2021 prenant place à Baby Boss 2 : Une affaire de famille. Le film est repoussé au 7 juillet 2021 prenant place à Minions 2 : Il était une fois Gru.

### Accueil critique
Les critiques ont loué le film comme « une suite très correcte » et ont félicité le casting. Sur l'agrégateur de critiques Rotten Tomatoes, 77 % des 133 critiques ont donné au film une critique positive et une note moyenne de 6,4 sur dix. Le consensus des critiques du site Web se lit comme suit : « Une nouvelle aventure appréciable pour le clan préhistorique titulaire ; Les Croods : Une nouvelle ère pourrait être le chaînon manquant pour les parents qui recherchent des films familiaux plus relevés. » Selon Metacritic, qui a calculé la moyenne pondérée du score de 56 sur 100 basé sur 26 critiques, le film a reçu « des critiques mitigées ou moyennes ». Le public interrogé par CinemaScore a attribué au film une note moyenne de « A » sur une échelle de A + à F (le même score que le premier film), et PostTrak (en) a rapporté que 83 % d'entre eux ont donné au film un score positif, et 59 % ont déclaré qu'ils en feraient la recommandation autour d'eux.
Ben Kenigsberg du New York Times a donné une critique graduée de mitigée à positive, écrivant « Personne ne dirait que cela représente un énorme saut sur l'échelle de l'évolution, mais la suite animée Les Croods 2 : Une nouvelle ère est légèrement plus drôle que l'original de 2013. » Michael O'Sullivan du Washington Post a évalué le film avec un score de 2 étoiles sur 4, le décrivant comme « un film étrange, légèrement fou. » Lindsey Bahr de Associated Press a évalué le film à 2,5 sur 4, déclarant que « ce n'est peut-être pas aussi révolutionnaire que le premier film, mais il n'est pas violent, même s'il est un peu chaotique ; il est amusant pour les enfants et n'a pas besoin d'être autre chose ». Kate Erbland d'IndieWire a donné au film un « C + » et a déclaré : « C'est un peu idiot, très coloré et suffisamment divertissant pour présenter des concepts généreux et intemporels. Il a fallu une dizaine d'années de lutte et de tractation pour en arriver là ? Probablement pas, mais en soi, c'est un retour en arrière charmant ». Alonso Duralde de TheWrap a donné au film une critique positive et a écrit : « Vous n'avez peut-être jamais pensé que vous aviez besoin ou même voulu une suite du film, mais cela peut être une agréable surprise dans une année où la plupart des « surprises » ont été tout sauf des surprises. »

### Box-office et VOD
Le 24 mars 2021, la suite du film avait rapporté 55,4 millions de dollars aux États-Unis et au Canada, et 104,8 millions de dollars dans d'autres territoires, pour un total mondial de 160,2 millions de dollars. Aux États-Unis, le film a rapporté 1,85 million de dollars sur 2211 salles le premier jour, 2,7 millions de dollars le deuxième (une augmentation de 47%, contre la baisse normale de 40% observée le jour de Thanksgiving), puis 4 millions de dollars le troisième. Il a fait ses débuts à 9,7 millions de dollars lors de son week-end d'ouverture (un total de 14,3 millions de dollars sur cinq jours), le plus grand week-end d'ouverture depuis Tenet plus de deux mois auparavant. Le film est resté en premier les deux week-ends suivants, rapportant respectivement 4,4 millions de dollars et 3 millions de dollars. Il a été détrôné par Monster Hunter lors de son quatrième week-end. Ce même week-end, le film était le plus loué sur FandangoNow, Apple TV et Google Play. Au cours de son cinquième week-end, le film a rapporté 1,7 million de dollars sur la période de Noël. Il est également resté numéro un sur toutes les plateformes de location numérique. IndieWire a estimé que le film avait rapporté environ 20 millions de dollars sur les ventes de PVOD jusqu'à ce point (dont Universal conserverait 80%). Le film a continué à se tenir stable les week-ends suivants et a regagné la première place au box-office lors de sa 12e semaine de sortie avec 2,7 millions de dollars. Le film a gagné 3 millions de dollars le jour de son ouverture en Chine, qui est le troisième plus gros pour un film hollywoodien en 2020, derrière Tenet et Mulan. [34] Il a fait ses débuts à 19,2 millions de dollars en Chine, et un total de 21,6 millions de dollars à l'international. À son troisième week-end de sortie, le film a dépassé 46 millions de dollars (300 millions de RMB) en Chine, devenant ainsi le deuxième plus grand titre hollywoodien de l'année dans le pays derrière Tenet (66,6 millions de dollars). Il a gagné 3,2 millions de dollars lors de son quatrième week-end de jeu international, poussant son total cumulé à plus de 57 millions de dollars.
Le film cumule finalement plus de 215 millions de $, auxquels se rajoute près de 30 millions de $ grâce à sa sortie en VOD, soit un cumule total de près de 250 millions de dollars. 
Le film, se rentabilise finalement grâce à son budget de 65 millions de $ .

## Distinction

### Nomination
- Golden Globes 2021 : Meilleur film d'animation